# Bionica
La bionica (conosciuta anche come biomimetica, mimetica biologica) è l'applicazione di metodi e sistemi biologici trovati in natura nello studio e nel design di sistemi ingegneristici e della moderna tecnologia. In senso più stretto il termine in genere si riferisce alla branca dell'ingegneria biomedica che applica la cibernetica alla riproduzione di funzioni degli organismi viventi descritte dalla fisiologia, soprattutto dalla neurofisiologia e dell'elettrofisiologia, per esempio per la creazione di organi artificiali facenti parte del sistema nervoso o da esso controllati.
Alcune applicazioni sono nell'acquisizione di informazione mediante organi di senso artificiale e della circolazione dei segnali nelle reti nervose.

## Descrizione
La parola "bionico" fu coniata da Jack E. Steele nel 1958, probabilmente originandola dal lemma greco "βίον" (pronunciato "bion"), che significa "unità di vita", e il suffisso -ic, che significa "come", "simile a" o "nella maniera di", da cui quindi "come la vita". Diversi dizionari, comunque, spiegano anche che la parola è formata dai termini "biologia" e "elettronica".
Si tratta di una scienza interdisciplinare che applica teorie e tecniche biologiche, fisiche e matematiche basandosi su due fondamentali considerazioni operative:

A) che una macchina artificiale possa svolgere compiti in maniera similare ad un sistema biologico;

B) che i vantaggi di un sistema biologico dipendano dall'accumulo e riutilizzo dei dati, dalla correlazione di numerosi dati provenienti da numerosi sensori e dai processi di trasferimento utilizzati.

Queste due fondamenta forniscono l'ispirazione per il tracciamento delle linee guida tipiche delle ricerche di bionica che possono essere riassunte come segue:

1) la biologia svolge la prima fase con il suo lavoro di osservazione, studio ed analisi degli esseri viventi con la conseguente redazione di uno schema di funzionamento;

2) la matematica formalizza un modello a partire dallo schema funzionale;

3) la fisica o l'ingegneria sintetizzano quanto sopra sì da costruire un modello riproducente la funzione d'interesse.
Si definisce "copia omologica" quel sistema bionico in cui viene riprodotto artificialmente l'esatto schema funzionale biologico, mentre si definisce "modello simulato" il sistema bionico in cui vengono sintetizzati i parametri funzionali del modello biologico in modo da riprodurre la medesima funzionalità di questo senza però riprodurre esattamente il suo schema.
Nei sistemi complessi potrebbe essere possibile osservare un insieme delle due tecniche.
Branche scientifiche strettamente legate alla bionica sono la cibernetica (dato che i sistemi biologici sono fortemente retroattivi e lo studio della retroattività è particolarmente importante in cibernetica), la teoria dell'informazione (in quanto, come già detto in B viene sviluppato lo studio del trasferimento dei dati) nonché, più in generale, l'informatica la quale da una parte potrebbe prendere a prestito concetti sviluppati in bionica e dall'altra l'aiuta, mediante l'uso di simulatori, permettendo l'affinamento dei modelli prima della produzione dei prototipi.

## Galleria d'immagini
Un robot (ultimo video) imita una Periplaneta americana (primo video) e un Hemidactylus platyurus (secondo video).
- Periplaneta americana velocemente fa un'inversione su una rampa
- Hemidactylus platyurus velocemente fa un'inversione su una rampa
- Un robot velocemente fa un'inversione. Un robot imita gli animali

## Storia
Il nome biomimetica fu coniato da Otto Schmitt negli anni '50. Il termine bionica fu coniato da Jack E. Steele nel 1958 mentre lavorava all'Aeronautics Division House presso la Wright-Patterson Air Force Base a Dayton. Comunque, termini come biomimicry o biomimetica sono preferiti in tecnologia per evitare confusione con il termine medico omonimo. Nel 1972 Martin Caidin utilizzò il termine Cyborg, che ispirò la serie L'uomo da sei milioni di dollari. Caidin fu giornalista di aviazione industriale, prima di diventare sceneggiatore.

## Metodi

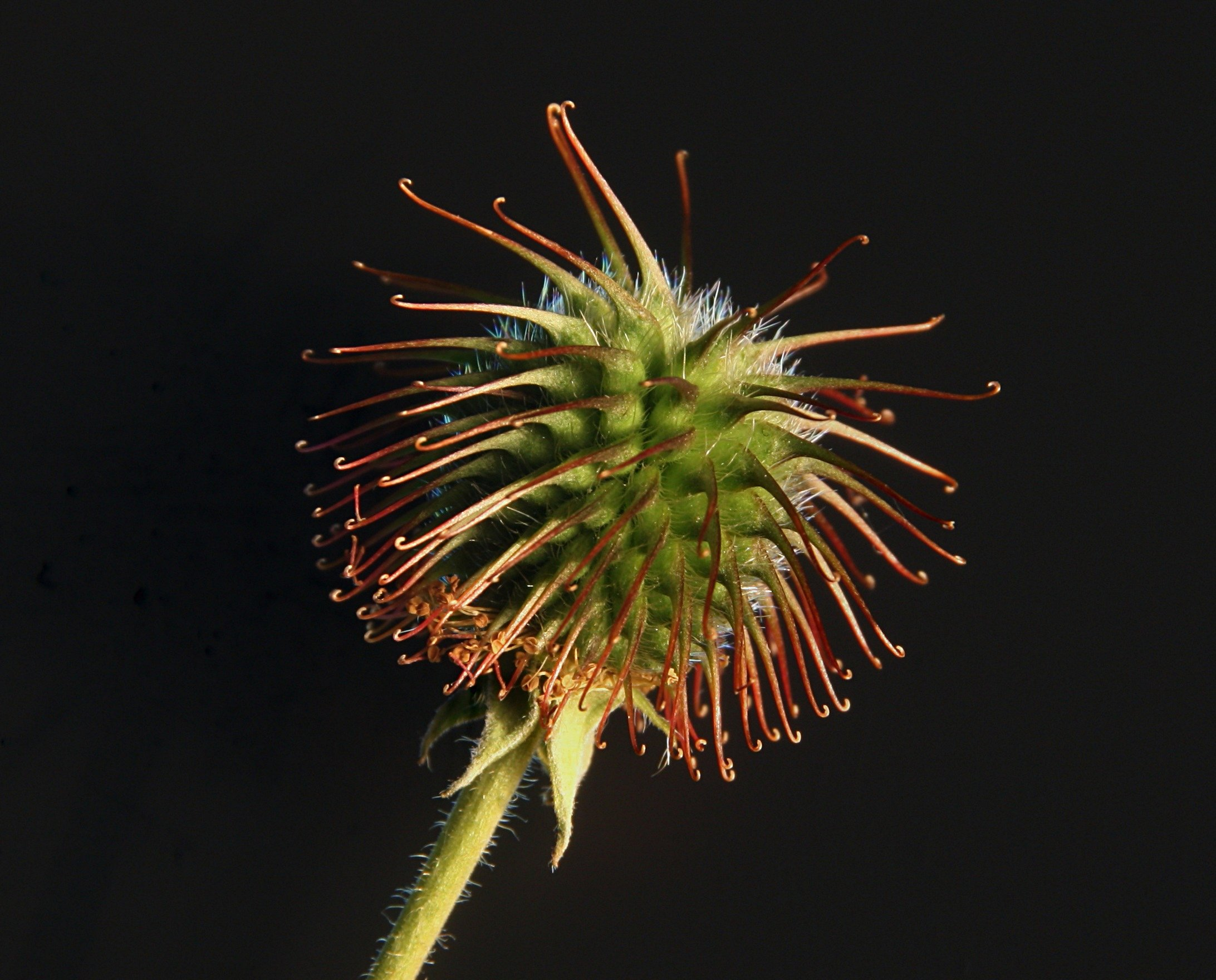
Il velcro fu ispirato dai piccoli ganci presenti sulla superficie di semi bur

Spesso lo studio della bionica enfatizza implementando una funzione trovata in natura piuttosto che la sola imitazione di strutture biologiche. Per esempio, in informatica, la cibernetica tenta di modellare i feedback e i meccanismi di controllo che sono inerenti nell'intelligenza, mentre l'intelligenza artificiale tenta di modellare le funzioni d'intelligenza a prescindere dal modo per raggiungere tale scopo.
Il copiare consapevolmente esempi e meccanismi dalla natura, organismi e ecologia, è una forma di case-based reasoning, considerando la natura come un database di soluzioni che già lavorano. La selective pressure posta su tutti gli esseri viventi minimizza e rimuove i difetti.
Si può dire che tutta l'ingegneria sia una forma di biomimetica, le moderne origini di questo campo sono attribuite a Richard Buckminster Fuller e lo studio di Janine Benyus.
Si possono distinguere tre livelli biologici nella fauna e nella flora, ove la tecnologia prende esempio:
- Mimetismo naturale come metodo di costruzione
- Imitazione dei meccanismi trovati in natura (velcro)
- Studio dei principi organizzativi dato dal comportamento sociale degli organismi, come il volo di uccelli in stormo, ottimizzazione di colonie di formiche, di api, di pesci.

## Esempi
- Il velcro è l'esempio più noto di biomimetica. Nel 1948, l'ingegnere svizzero Georges de Mestral pulendo il suo cane dai semi volanti, capì il modo in cui gli stessi si attaccavano al pelo.
- La lama a dente di sega, a forma di corno, usata dai boscaioli dal XIX secolo per tagliare alberi, fu ideata dopo l'osservazione di maggiolini mangiatori di legno. Rivoluzionò l'industria del settore, data la sua velocità di taglio.[senza fonte]
- Il riflettore a occhio di gatto (Cat's eye) fu inventato da Percy Shaw nel 1935 studiando gli occhi di gatto. I gatti hanno un sistema detto tapetum lucidum, in grado di riflettere la luce.
- Leonardo da Vinci, con le sue macchine, imitò la natura con l'ingegneria.
- La resilina è un materiale gommoso creato studiando gli artropodi.
- Julian Vincent disegnò nel 2004, dallo studio delle pigne, abiti adattantisi ai cambiamenti di temperatura.
- Morphing aircraft wings, che cambiano forma in funzione della velocità, furono ideati nel 2004 da studiosi della Pennsylvania State University.

Render di una foglia di loto al microscopio

- Alcune vernici e tegole sono state progettate per essere autopulenti imitando il Nelumbo[1].
- Cholesteric liquid crystal (CLC) sono materiali a film sottile usati per fabbricare termometri. Cambiano colore al variare della temperatura, data la loro struttura elicoidale o chirale.
- Nanostrutture e meccanismi fisici che producono i colori di una farfalla sono state prodotte in silico da Greg Parker, professore di Electronics and Computer Science alla University of Southampton e da Luca Plattner nel campo della fotonica.
- La struttura delle ali della farfalla Morpho è stata studiata nel modo di riflettere la luce per creare dei RFID che possono essere letti in acqua e su metalli[2].
- Le ali di farfalla hanno anche ispirato l'ideazione di nanosensori per rilevare esplosivi[3].
- Chip neuromorfici come retina o coclea sono stati ideati studiando la rete neurale naturale. S.a.: connettività.
- Tecnoecosistemi o EcoCyborg imitano le funzioni naturali ecologiche implementandole nell'ingegneria. Sistemi ibridi autoregolamentanti vengono creati[4]. Ricerche in questo ambito furono fatte da Howard T. Odum[5], che capì la struttura e l'emergia dinamica di ecosistemi, facendo analogie con lo scambio di energia tra componenti di un circuito elettrico.
- Adesivi medicali sono ispirati dalle zampe di Gekkonidae.
- Computer virus sono assimilabili a quelli naturali nel modo di diffondersi e autoriprodursi.
- Il sistema di raffreddamento dell'Eastgate Centre building a Harare è stato ideato sulla base dei cunicoli delle termiti.
- Nuovi velivoli possono essere creati, come descritto da Geoff Spedding e Anders Hedenström sul Journal of Experimental Biology. Anche John Videler e Eize Stamhuis, nel loro libro Avian Flight[6] e nel loro articolo su Science circa i LEV[7], hanno lavorato nello studio di nuove forme di ali, utilizzando la bionica, per elicotteri e velivoli in miniatura (UAV). Anche Bret Tobalske, in un articolo su Science, circa lo Hummingbird (uno UAV in miniatura)[8][9] e Entomopter (uno UAV che può camminare, strisciare e volare)[10].

## Usi specifici del termine

### Medicina
Bionica è un termine che si riferisce a concetti dalla biologia all'ingegneria e viceversa. Ma ci sono due differenti punti di vista riguardo al significato. In medicina, bionica significa impianto o miglioramento di organi o parti del corpo grazie a versioni elettroniche. Impianti bionici differiscono dalle protesi imitando le funzioni originali molto fedelmente, o addirittura migliorandole.
"Bionik" in lingua tedesca, significa tentare di sviluppare soluzioni ingegneristiche dal modelli biologici, plasmati dall'evoluzione. Un esempio reale è l'impianto cocleare per la sordità. Dal 2004 un cuore artificiale esiste per gli impianti. Significativi sviluppi ci si aspetta dalla nanotecnologia. Un dispositivo nano è il respirocyte, una cellula rossa artificiale sviluppata da Robert Freitas. Kwabena Boahen dal Ghana fu professore nel dipartimento di bioingegneria dell'Università della Pennsylvania. Durante gli otto anni al Penn, sviluppò una retina in silicone che processava le immagini come quella naturale. Confermò i risultati comparando i segnali elettrici su occhi di salamandra. Nel 2007 l'azienda scozzese Touch Bionics lanciò la prima mano bionica, "i-Limb Hand". A maggio 2010, 1.200 pazienti hanno ricevuto questa protesi.

### Politica
Una forma in politologia della biomimetica è il bioregionalismo, ove i confini politici si conformano a quelli naturali (ecoregioni) piuttosto che culturali dell'uomo o di conflitti.
Critiche di questo approccio spesso argomentano che la selezione ecologica è di per sé un modello povero di mimetismo e manufacturing complexity o conflitto, e che il libero mercato agisce per cooperazione consapevole, accordi, e standard più dell'efficienza – più analoga alla selezione sessuale. Charles Darwin stesso sosteneva il bilanciamento nella selezione naturale – i suoi contemporanei evitavano di discutere apertamente di sessualità, o qualunque argomentazione riguardo al libero mercato basato sulla persuasione e non sul valore.
Avvocati dell'anti-globalization movement, argomentano che il processo di mondializzazione di standard, finanza e marketing, sono già esempi di runaway evolution come argomentato da Ronald Fisher – rendendo il sistema appetibile al consumatore ma non efficiente nell'uso di energie e materie prime. Biomimetica, argomentano, è una strategia per ristabilire l'efficienza naturale. Biomimetismo è il secondo principio del Capitalismo naturale.

### Altri usi
Business biomimetics è l'ultimo sviluppo nelle applicazioni di biomimetica. Applica i principi e pratiche derivanti da sistemi biologici alle strategie aziendali, processi, organizzazioni e strategic thinking. È stato utilizzato con successo in industrie in FMCG, difesa, enti governativi, packaging e servizi. Basato sul lavoro di Phil Richardson dell'Università di Bath l'approccio fu lanciato alla Camera dei lord nel maggio 2009.
Più specificatamente, è una creativity techniques che prova a usare la natura per avere idee in soluzioni ingegneristiche. Questo approccio è motivato dal fatto che i sistemi biologici sono stati ottimizzati nel tempo dall'evoluzione. In chimica, una sintesi biomimetica è una sintesi chimica ispirata da processi biochimici.
Un altro più recente significato si riferisce all'unione di organismi con macchine, sistemi ibridi combinazioni di biologia e ingegneria, che possono essere definiti come organismi cibernetici (cyborg). Il lavoro di Kevin Warwick, sperimentazione di un impianto che trasmette ultrasuoni via sistema nervoso, ne è una dimostrazione.

## Studi universitari
L'Università di Pisa propone nella sua offerta formativa il corso di laurea in Ingegneria bionica, in collaborazione con la Scuola Universitaria Superiore Sant'Anna.
Il corso é a numero chiuso e prevede un numero limitato di partecipanti (30). Le materie principalmente studiate sono: biomeccanica, materiali soft ed intelligenti, sensoristica per sistemi bionici, robotica per il vivere assistito, ecc...